# 이명래
이명래(李明來)는 대한제국의 관리이다.

## 생애
강원도 고성에서 군수를 지냈다. 1870년경 강원도에 심한 가뭄이 들어 백성들이 굶어 죽을 지경에 이르자, 경기도 이천이 고향인 이명래 고성군수는 사재를 털어 배 두척을 이끌고 서울에 와 잡곡을 매집하여 가득 싣고 고성으로 돌아가 백성들에게 나누어 주었고, 백성들은 흉년을 무사히 넘겼다. 얼마 후 이명래 군수는 춘천으로 전근을 가게 되었다. 백성들은 군수에게 고마움을 표하기 위하여 집집마다 베틀에서 짜고 있던 베를 잘라서 가지고 나와 군수의 가는 길에 깔아 놓고, 엎드려 통곡하였다는 이야기가 전해온다. 백성들이 송덕비를 세웠다고 하나, 당시의 고성군은 북한 지역에 위치하여 아직 남아있는지 확인할 수는 없다.
강원도관찰사서리(江原道觀察使署理) 춘천군수(春川郡守)를 역임하던 광무10년(1906), 울도(울릉도)군수 심흥택으로부터 일본 관료 일행이 독도 군청으로 찾아와 "독도가 일본 영토에 편입되었다"며 가구수, 인구 등을 조사하고 돌아갔다는 보고를 받고, 이를 의정부에 보고하였다. 이 때 작성한 보고서호외(報告書號外)는 독도박물관에 소장되어 있으며, 독도(獨島)라는 명칭을 사용한 가장 오래된 기록이다.